# حمض الزينيك
حمض  الزينيك هو مركب كيميائي من الغازات النبيلة التي تشكل بانحلال  ثالث أكسيد الزينون في المياه . صيغته الكيميائية هي H 2 XeO 4. وهو عامل مؤكسد قوي للغاية، وتحلله خطير لأنه يحرر كمية كبيرة من المنتجات الغازية: الزينون ، الأكسجين، والأوزون.  ما يجعل حمض الزينيك مفيدًا عمليًا في التوليفات: لا توجد فرصة لإدخال الشوائب إلى منتجات الأكسدة، حيث يمكن تبخر جميع المنتجات الثانوية بشكل بخار. يستخدم حمض زينيك كعامل مؤكسد في الكيمياء العضوية.
الطاقة المنبعثة كافية لتشكيل الأوزون من الأكسجين ثنائي الذرة:
3 O2 (g) → 2 O3 (g)